# Nycticleptes
Nycticleptes là một chi bướm đêm thuộc họ Geometridae.